# 겐리히 알츠슐러
겐리히 알츠슐러(Genrikh Saulovich Altshuller)는 1926년 10월 15일 소련 타슈켄트에서 출생하였고, 1998년 9월 24일 러시아 페트로자보츠크에서 사망한 공상 과학 소설 작가이자 발명가, TRIZ (발명 문제 해결 시스템)과 TRTL (창조적인 성격 개발의 이론)의 저자이다.

## 생애
1926년 10월 15일 소련 타슈켄트에서 출생하였다. 1931년에 가족은 바쿠시로 이주했다. 고등학교 우등으로 졸업을 하고, 아제르바이잔 산업연구소 대학에 입학하였다. 1944년 2월 초에 석유공학과에서 소련군에 갔다. 어릴때부터 여러 가지 발명품들을 발명하였다고 한다. 그가 발명한 발명품 중에는 로켓 엔진으로 개발한 커터와 권총 화염 방사기, 우주복 등이있다.
1943년 11월 9일 라파엘 샤피로 (G. Altshuller, R. Shapiro)와 이고르 탈리안스키 (Igor Talyansky)와 함께 고등학교 2학년 다니면서 그들의 첫번째 발명품인 "화학 카트리지가 있는 호흡 장치"에 대한 특허 출원을 신청하고 최초 저작권 증명서 보관됨 2019-05-15 - 웨이백 머신 받았다.
나중에 겐리히 알츠슐러는 샤피로와 함께 공동으로 발명품을 수십 건 출원했으며, 1950년까지 이에 대한 여러 가지 저작권 인증서가 발급되었다. 그중에 중요한 것은 '가스·열 보호 우주복'(발명자의 증명서 번호 111144)이다. 이 기술은 나중에 인기 있는 과학 기사 "열정의 개별 수단에 관한"에서 매혹적으로 묘사되었다.
1946-1948년에 TRIZ(발명 문제 해결 시스템)에 대한 연구를 중점적으로 하였다. 그리고 그가 만든 TRIZ-TRTS는 발명품에 대한 정의를 명확히 하였고, 창조적인 발명품이 만들어지는데 도움을 주었다.
알츠슐러는 80년대 학생들과의 대화에서 1948년에 샤피로의 영향을 받아서 소련에서 발명품에 대한 날카로운 비판을 하였고, 이를 이오시프 스탈린에게 편지로 보냈다고 언급했다. 서방 학계에서는 이 일로 인해 그가 소련의 MGB에 의해 체포된 다음 1950년 7월 28일, 샤피로와 같이 MGB의 특별 회의에서 각각 25년 형을 선고 받았다고 주장한다. 그러나, 문헌적 근거는 존재하지 않는다. 1954년 10월 22일 소련 각료회의에서 국가보안위원회(KGB)에 의해 복권되었다. 석방 된 후 바쿠로 돌아와 1990년까지 살았다. 알츠슐러와 샤피로가 사망 한 후 발간된 회고록에서 본인과 샤피로가 체포 당했을 때의 상황을 회고하였다. 이에 따르면 알츠슐러와 샤피로는 그들의 친구 중 한 명의 신고로 체포되었다고 한다.
1956년, 그가 샤피로와 함께 TRIZ (발명 문제 해결 시스템)를 개발하기 전에 그는 "발명 창의성에 관한 심리학"이라는 저서로 사람들에게 큰 영향을 주었다. 이 저서에서 그는 TRIZ의 기본 개념을 처음으로 설명하였다.
1958년에 그는 소설 "이카로스와 다이달로스"를 출판하면서 공상과학 소설 작가로 데뷔하였다. 과학 소설 작품을 출판 할 때에는 G. Altov라는 필명을 사용하였다. 작가로써 공상과학 소설을 쓰게 되면서 알츠슐러는 창의적인 아이디어를 생각해냈고, 이는 실현 가능한 아이디어를 생각하는데 큰 도음을 주었다.

## TRIZ
1960년대 구 소련 해군에서 특허를 심사하는 업무를 하게 되면서 군 관련 기술적인 문제를 해결하였다. 이를 통해 그는 발명에는 어떤 공통의 법칙과 패턴이 있음을 알게 되었다. 이에 따라 그는 누구나 창의적으로 문제를 해결할 수 있는 일반적이고 체계적인 문제해결책을 생각하였고, 연구를 시작하였다. 알츠슐러는 전 세계의 150만건의 특허 중에서 창의적인 특허 4만건을 추출해 분석하였고, 다음과 같은 4가지 중요한 사실을 발견하게 되었다
1. 발명문제란 적어도 한 개 이상의 모순을 포함하고 있는 것이다.
2. 발명의 수준에는 5가지의 수준이 있다.
3. 발명의 유형에는 40가지가 있다.
4. 기술 시스템의 진화 유형에는 다음과 같은 8가지 법칙이 있다.

이에 대한 정확한 정보는 TRIZ를 참고하십시오.

## 공상 과학 소설
하인리히 알트로 (Heinrich Altov)라는 작가로서, 195년에 Vyacheslav Felitsyn과의 공동 작업 "Zinochka" 출판된 작품으로 시작을 하였다. 1960년대 상반기 소련의 매우 중요한 작가중에 한 사람이었다.
- Altshuller G. 속도계 너머 : 과학 소설. 이야기 / G. Altshuller, R. Shapiro // 청소년의 기술 - 1958. - № 6, 32-34 쪽
- Altov G. Ikar와 Daedalus : 과학 소설. 이야기 / G. Altov // 지식은 힘이다. - 1958. - № 9, 14-15 쪽
- Altov G. Aretina 초신성 (25 세기의 전설) : SF 소설. 이야기 / G. Altov // Mosk. 콤소몰 회원 - 1959. - 1월 3일
- Altov G. Underwater Lake : 공상 과학 소설. 이야기 / G. Altov // 청소년의 기술- 1959. - № 3 - 28 ~ 31 절
- Altov G. The Bogatyr Symphony / G. Altov // Alpha Aridhana : 과학 소설집. 이야기. - M : Young Guard, 1960, 180-198 쪽
- Altov G. Fire Flower / G. Altov // Alpha Eridan : 공상 과학 소설집. 이야기. - M : Young Guard, 1960, 199-207 쪽
- Altov G. The Bogatyr Symphony : A Story / G. Altov // Neva. - 1960. - № 3, 101-111 쪽
- Altov G. 자정 : Science fiction. story / G. Altov // 발명가이자 혁신가. - 1960. - № 9, 49-53 쪽
- Altov G. Fiery flower / G. Altov // Star. - 1960. - № 1, 78-82 쪽.
- Altov G. Polygon "별강": 과학 소설. 이야기 / G. Altov // Komsomol. 진실. - 1960. - 12월 11일
- Altov G. 잃어버린 배의 보물 (지루 함장) / G. Altov // Inventor and Rationalizer. - 1960. - № 1, 43-50 쪽
- Altov G. "별의 발라드": SF 소설 이야기 / G. Altov, V. Zhuravleva // 지식은 힘이다. - 1960. - № 8-10.
- Altov G. 스타 캡틴에 관한 Legends : Stories / G. Altov. - M .: Detgiz, 1961, 118 쪽
- Altov G. 스타 캡틴의 전설 : 이야기. 2nd ed. - M .: Detgiz, 1961, 118쪽
- Altov G. 별의 발라드 : SF 소설 이야기 / G. Altov, V. Zhuravleva // Golden Lotus. - 젊은 가드. - 1961.
- Altov G. General Designer / G. Altov // 지식은 힘이다. - 1961. - № 10, 51-53쪽
- Altov G. 자동차가 생각할 수 있습니까? 과학 - 환상. 이야기 // 지식은 힘이다. - 1961. - № 7, 39-42 쪽
- Altov G. Polygon "별강": 과학 소설. story / G. Altov // 앰버 룸 (Amber Room) : 공상 과학 소장품. 이야기와 단편 소설. - L : Detgiz, 1961, 20-37 쪽
- Altov G. "Bogatyr Symphony": 과학 소설. 이야기 / G. Altov // 문화와 삶. - 1962. - №1, 40-43 쪽, 번호 2, 28-31 쪽
- Altov G. Swift Tortoise / G. Altov의 두 번째 비행 // 젊은 모델 디자이너 : 연감. - M., 1963, 58-63 쪽
- Altov G. Ballad. SF 소설 / G. Altov, V. Zhuravleva // 환상과 모험의 세계. - L : Lenizdat, 1963년
- Altov G. 9 분 : Story / G. Altov // Baku. - 1964. - 11월 28일 Altov G. 발견 기계 / G. Altov // 불가능에 대한 공식 : 판타. 이야기, 이야기 및 놀이. 바쿠 : 국가. 출판사, 1964sus, 131-145쪽
- Altov G. The Discovery Machine : The Story / G. Altov // Baku. - 1964. - 7월 4일
- Altov G. 클리닉 "Sapsan". 이야기 / 공상 과학 소설 연감. 문제 6. M : 지식, 1967년
- Altov G. 당나귀와 공리. 이야기 // 소련 허구의 선집. - M : Young Guard, 1968년.
- Altov G. 보가 티르 심포니. 이야기 // 소련 허구의 선집. - M : Young Guard, 1968년
- Altov G. Icarus와 Daedalus. 이야기 // 소련 허구의 선집. - M : Young Guard, 1968년
- Altov G. Scorching Mind : 공상 과학. 이야기 / G. Altov. - M : Det. lit., 1968, 208 쪽
- Altov G. 폭풍우를 위해 창조 된 : 공상 과학 소설. 이야기 / G. Altov. - M : Det. lit., 1970년, 288 쪽
- Altov G. Ugly Ducklings 허구. Alexander Belyaev의 50 가지 아이디어. 에세이 / 부적. - L : 아동 문학, 1973년
- Altov G. 환상의 벡터. 기사 / 판타지 73-74. - M : Young Guard, 1975년
- Altov G. 제 3 천년기. 소설의 조각 // 미로에 실을. - Petrozavodsk : 카렐 리야, 1988년
- Altov G. 우주에서 날기. 과학 소설 이야기 / G. Altov, V. Zhuravleva. - M : AST, 2002년, 841 쪽

## 문학
- 카렐리야 : 백사전 : 3 t / Ch. 에드. A. F. Titov. T. 1 : A - Y. - Petrozavodsk : PetroPress Publishing House, 2007년, 400쪽
- Selyutsky A. B. 빛을 낸 사람 // 이름과 운명. - Petrozavodsk, 2003